# Kollankodu
Kollankodu (o Kollengode) è una suddivisione dell'India, classificata come town panchayat, di 34.322 abitanti, situata nel distretto di Kanyakumari, nello stato federato del Tamil Nadu. In base al numero di abitanti la città rientra nella classe III (da 20.000 a 49.999 persone).

## Geografia fisica
La città è situata a 08° 17' 60 N e 77° 07' 21 E.

## Società

### Evoluzione demografica
Al censimento del 2001 la popolazione di Kollankodu assommava a 34.322 persone, delle quali 17.393 maschi e 16.929 femmine. I bambini di età inferiore o uguale ai sei anni assommavano a 4.481, dei quali 2.294 maschi e 2.187 femmine. Infine, coloro che erano in grado di saper almeno leggere e scrivere erano 24.655, dei quali 12.802 maschi e 11.853 femmine.